# Campeonato Italiano de Futebol de 1905 – Primeira Divisão
O Campeonato Italiano de Futebol de 1905 também conhecido como Primeira Categoria foi a 8ª edição da primeira divisão do campeonato italiano, que decorreu entre 5 de fevereiro e 9 de abril de 1905. O campeonato foi conquistado pela Juventus, seu primeiro título.

## Fórmula de disputa
Dado o sucesso das primeiras sete edições, o FIF, recém-chegado à FIFA em 1904, decidiu implementar o campeonato dando-lhe uma fórmula mais orgânica. Pela primeira vez, as partidas de volta do mata-mata foram introduzidas e a divisão entre preliminares regionais e fase nacional foi mantida, enquanto o sistema de rodadas de desafios foi abolido para que até mesmo os atuais campeões (naquele ano, o Genoa) fossem forçados para passar as preliminares como as outras equipes. Além disso, o título não era mais concedido com uma final, mas sim com uma triangular entre os três campeões regionais.

## Eventos
Houve cinco participantes na edição de 1905: Torino desistiu de jogar o confronto direto com a Juventus no grupo da fase regional piemontesa e deu carta branca aos futuros campeões, que passaram a rodada por W.O. O campeonato contou com um novo troféu, a Spensley Cup, além de medalhas e placas comemorativas.
Uma fórmula diferente dos outros anos foi aquela que não admitiu os atuais campeões Genoa diretamente na final: no grupo da Ligúria, o Genoa teve que lidar com os rivais citadinos de Andrea Doria. Mas a classificação para o grupo final foi alcançada..
No grupo da Lombardia, um surpreendente resultado do campeonato, o U.S. Milanese, eliminou o Milan em duas partidas cheias de gols e com um resultado histórico, pelo total de gols marcados em um único jogo: treze.

## Rodada final

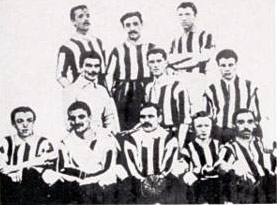
Time da Juventus que conquistou o título.

Depois de dois vices consecutivos, apenas em 1905 a Juventus conseguiu conquistar o seu primeiro título nacional. A nova fórmula das finais nacionais confrontou os três campeões regionais, mas a surpresa veio da Lombardia: um Milan lutando com uma mudança de geração, com a despedida de muitos de seus fundadores ingleses foi eliminado pela primeira vez pelos americanos milaneses do U.S. Milanese em dois espetaculares confrontos.
Na última rodada, porém, os norte-americanos milaneses não repetiram o mesmo desempenho: perderam as três primeiras partidas, enquanto os confrontos diretos entre Juventus e Genoa terminaram empatados em ambos os casos, mas na última rodada, o Genoa enfrentou o U.S. Milanese; confiantes de uma vitória fácil que os teria levado ao play-off, eles não foram além do empate, entregando o título para a Juventus.

## Rodada preliminar da Ligúria

### Jogo 1
| 5 de fevereiro de 1905 | Genoa | 0 - 0 | Andrea Doria | Campo sportivo di Ponte Carrega |
|                        |       |       |              | Árbitro: Hans Heinrich Suter    |

### Jogo 2
| 19 de fevereiro de 1905 | Andrea Doria | 0 - 1 | Genoa | Campo sportivo di Ponte Carrega |
|                         |              |       |       | Árbitro: Edward Dobbie          |

## Rodada preliminar da Lombardia

### Jogo 1
| 12 de fevereiro de 1905 | Milan | 3 - 3 | U.S. Milanese | Campo Acquabella        |
|                         |       |       |               | Árbitro: Enrico Pasteur |

### Jogo 2
| 19 de fevereiro de 1905 | U.S. Milanese | 7 - 6 | Milan | Campo di via Comasina    |
|                         |               |       |       | Árbitro: Umberto Malvano |

## Rodada preliminar de Piemonte

### Jogo 1
| 19 de fevereiro de 1905 | Juventus | 2 - 0 | Torinese | Velodromo Umberto I |
|                         |          |       |          |                     |

### Jogo 2
| 26 de fevereiro de 1905 | Torinese | 0 - 2 | Juventus | Velodromo Umberto I |
|                         |          |       |          |                     |

## Triangular final

### Classificação final
| Pos | Equipe        | Pts | J | V | E | D | GP | GS |
| --- | ------------- | --- | - | - | - | - | -- | -- |
| 1.  | Juventus      | 6   | 4 | 2 | 2 | 0 | 9  | 3  |
| 2.  | Genoa         | 5   | 4 | 1 | 3 | 0 | 7  | 6  |
| 3.  | U.S. Milanese | 1   | 4 | 0 | 1 | 3 | 5  | 12 |

## Premiação
| Campeonato Italiano de 1905                |
| Itália                                     |
| ------------------------------------------ |
| Juventus Football Club Campeão (1º título) |